# Ундревич, Вацлав Станиславович
Вацлав Станилавович Ундревич (18 июля 1895, Рига — 30 ноября 1937, Ленинград) — советский учёный-юрист, государственный и общественный деятель, декан факультета права и местного хозяйства СГУ им. Н. Г. Чернышевского (1928—1930), директор Ленинградского юридического института (1931—1937).

## Биография
Вацлав Станиславович Ундревич родился в Риге в 18 июля 1895 года. По национальности поляк.
- 1917 год — окончание юридического факультета Императорского Казанского университета.
- С 1917 года — член РСДРП меньшевиков.
- С 1919 года — член РСДРП(б), направлен на ответственную партийную работу.
- 1920 год — преподаватель в совпартшколе в Камышинском уезде.
- С 1921 года — работа в трибунале и Саратовской губернской прокуратуре в должности помощника губернского прокурора по уголовным делам. Работу в прокуратуре совмещает с преподавательской деятельностью.
- С 1922 года — преподаватель в Саратовском областном коммунистическом университете.
- 1925 год — окончание института научных сотрудников в Саратовском областном коммунистическом университете.
- 1924 год — 1927 год — заведующий кафедрой права в Саратовском областном коммунистическом университете.
- С 1927 года — доцент, заведующий кафедрой уголовного процесса факультета права и хозяйства СГУ им. Н. Г. Чернышевского.
- 1930 год — присвоено звание профессора.
- 1928 год — 1931 год — декан факультета права и хозяйства СГУ им. Н. Г. Чернышевского.
- 1931 год — 1937 год — работа в Институте советского строительства и права АН СССР, директор Ленинградского юридического института.

Арестован 27 марта 1937 года и выездной сессией Военной коллегии Верховного суда СССР в Ленинграде 30 ноября 1937 года приговорен по ст. 58 п. 8-11 УК РСФСР к высшей мере наказания. Расстрелян в Ленинграде 30 ноября 1937 года.

## Публикации

### Книги
- Ундревич В. С. Программа курса уголовного судоустройства и судопроизводства. — Москва : Издательство Коммунистической академии, 1930. — 35 с.
- Ундревич В. С., Карева М. и др. Пролетарская революция и государственный аппарат. Очерк истории борьбы за госаппарат в 1917 - 1918 г.г. / Алымов А.. — Москва : Власть Советов, 1935. — 143 с.
- Ундревич В. С., Вышинский А. Я. Курс уголовного процесса: Судоустройство. Учебник для правовых вузов.. — Москва : Советское законодательство, 1934. — 432 с.

### Статьи
- Ундревич В. С. Борьба за суд пролетарской диктатуры в первые месяцы Октябрьской революции // Советское государство и революция права : журнал. — Москва, 1931. — № 7—8.
- Ундревич В. С. О проекте УПК РСФСР // Советское государство и революция права : журнал. — Москва, 1930. — № 1. — С. 103—116.
- Ундревич В. С. Основные вопросы реформы нашего судопроизводства // Революция права : журнал. — Москва, 1928. — № 1. — С. 42—58.
- Ундревич В. С. Рецензия на книгу: Канарский С. Уголовный процессуальный кодекс. Научно-теоретический и практический комментарий. 1930. 380 с. // Советское государство и революция права : журнал. — Москва, 1930. — № 5—6. — С. 301—304.
- Ундревич В. С. Советский суд и защита // Революция права : журнал. — Москва, 1928. — № 5. — С. 14—31.
- Ундревич В. С. Факультет права и местного хозяйства Саратовского университета // Революция права : журнал. — Москва, 1928. — № 5. — С. 120—122.
- Ундревич В. С. К вопросу об изменении подсудности // Суд и право : журнал. — Саратов, 1925. — № 1(3). — С. 73—85.